# Championnat de France de futsal de deuxième division 2022-2023
Navigation
Saison 2021-2022 Saison 2023-2024
La saison 2022-2023 de Division 2 Futsal est la neuvième édition du Championnat de France de futsal de deuxième division. Le second niveau du futsal français oppose cette saison dix-neuf clubs séparés en deux groupes en une série de dix-huit rencontres jouées de septembre 2022 à mai 2023.
Le groupe A est dominé tout du long par Hérouville Futsal, relégué de Division 1. Le club normand ne perd qu'une seule rencontre, une fois son titre assuré et est sacré champion de D2 car meilleur premier de groupe. La poule B à neuf clubs voit le GOAL FC, promu de régional, et l'AC Ajaccio 31 luttent pour la première place et se départage à la différence de but particulière en faveur du GOAL, qui connaît deux promotions consécutives et accompagne Hérouville en D1.
Le club de l'AC Ajaccio monte finalement également en raison de la fin du club de Mouvaux Lille MF.
Les derniers de chaque poule, l'AS Martel Caluire et Pessac FC, sont relégués au niveau régional.
Les clubs promus et relégués sont respectivement remplacés pour l'édition suivante par le club relégué de Division 1 et par les quatre clubs promus de régional à l'issue de barrages d'accession, afin de repasser à vingt équipes participantes.

## Organisation

### Format de la compétition
Le championnat de Division 2 Futsal est composé de deux groupes dont chaque premier est promu en Division 1 pour la saison suivante. Le meilleur des deux, au ratio points par match, est sacré champion de D2. Le meilleur second des deux groupes est aussi promu. Les dix-huit journées sont planifiées entre le samedi 24 septembre 2022 et le samedi 13 mai 2023.
Les clubs placés aux dernières places dans chacune des deux poules sont directement reléguées dans leur plus haut niveau régional respectif.
Un barrage d'accession entre les champions régionaux déterminent les promus en D2 pour la saison suivante.

### Équipes participantes
| \| Hérouville Reims Avion Nantes Bastia Pessac Lille Maubeuge Ile de France Pfastatt Neuhof Plaisance Caluire GOAL Montpellier Ajaccio \| Localisation des clubs engagés dans le championnat. |
| Hérouville Reims Avion Nantes Bastia Pessac Lille Maubeuge Ile de France Pfastatt Neuhof Plaisance Caluire GOAL Montpellier Ajaccio                                                           |

| \| Clichy Garges Lognes Torcy \| Localisation des clubs d'Ile de France. |
| Clichy Garges Lognes Torcy                                               |

Second meilleur de l'édition précédente et postulant à la montée en D1, Garges Djibson se voit refuser l’accession par la DNCG. Champion de D2 2021-2022, ACCS est carrément rétrogradé au niveau régional. Septième du groupe B de D2 l'année précédente, le Stade beaucairois 30 est aussi rétrogradé en Championnat régional de Ligue pour la saison 2022-2023 à la suite du forfait de son équipe réserve, obligatoire à ce niveau.
Combiné aux deux montées en D1 et deux relégations en Régional 1, six clubs sont remplacés par une descente de D1 et quatre montées de régional. Dix-neuf équipes forment donc le championnat et sont réparties en deux groupes.
| Club                   | Localisation                                  | Classement 2021-2022   | Groupe 2022-2023 | Depuis |
| ---------------------- | --------------------------------------------- | ---------------------- | ---------------- | ------ |
| Hérouville Futsal      | Normandie, Caen                               | 10e Division 1         | A                | 2022   |
| Reims Métropole Futsal | Grand Est, Reims                              | 3e, groupe A           | A                | 2017   |
| AS Avion Futsal        | Hauts-de-France, Avion                        | 4e, groupe A           | A                | 2020   |
| Lille Métropole Futsal | Hauts-de-France, Lille                        | 5e, groupe A           | A                | 2013   |
| Bastia Agglo Futsal    | Corse, Borgo                                  | 6e, groupe A           | A                | 2019   |
| Évasion urbaine Torcy  | Île-de-France, Torcy                          | 6e, groupe B           | A                | 2018   |
| Clichy Futsal Paulista | Île-de-France, Clichy                         | 7e, groupe A           | A                | 2019   |
| Nantes Doulon Bottière | Pays de la Loire, Nantes                      | 8e, groupe A           | A                | 2020   |
| Pessac FC              | Nouvelle-Aquitaine, Pessac                    | 9e, groupe A           | A                | 2019   |
| Cœur de Sambre         | Hauts-de-France, Maubeuge                     | 1er R1 Hauts-de-France | A                | 2022   |
| Garges Djibson         | Île-de-France, Garges-lès-Gonesse             | 2e, groupe A           | B                | 2021   |
| AC Ajaccio             | Corse, Ajaccio                                | 3e, groupe B           | B                | 2020   |
| Neuhof Futsal          | Grand Est, Strasbourg                         | 4e, groupe B           | B                | 2017   |
| AS Martel Caluire      | Auvergne-Rhône-Alpes, Caluire-et-Cuire        | 5e, groupe B           | B                | 2017   |
| Elsass Pfastatt        | Grand Est, Pfastatt                           | 8e, groupe B           | B                | 2013   |
| Plaisance All-Stars    | Occitanie, Plaisance-du-Touch                 | 9e, groupe B           | B                | 2016   |
| Montpellier MF         | Occitanie, Montpellier                        | 1er R1 Occitanie       | B                | 2022   |
| GOAL Futsal Club       | Auvergne-Rhône-Alpes, St-Germain-au-Mont-d'Or | 1er R1 LauRA           | B                | 2022   |
| Sengol 77              | Île-de-France, Lognes                         | 2e R1 Paris ÎdF        | B                | 2022   |

## Compétition

### Classements
Groupe A
| Rang | Équipe                 | Pts  | J  | G  | N | P  | Bp  | Bc  | Diff |
| ---- | ---------------------- | ---- | -- | -- | - | -- | --- | --- | ---- |
| 1    | Hérouville Futsal R    | 49   | 18 | 16 | 1 | 1  | 110 | 44  | +66  |
| 2    | Lille Métropole        | 36   | 18 | 11 | 3 | 4  | 89  | 55  | +34  |
| 3    | ÉU Torcy               | 30-2 | 18 | 11 | 0 | 7  | 61  | 60  | +1   |
| 4    | Cœur de Sambre P       | 29   | 18 | 9  | 2 | 7  | 79  | 68  | +11  |
| 5    | Reims Métropole Futsal | 25   | 18 | 8  | 1 | 9  | 87  | 88  | -1   |
| 6    | AS Avion               | 25   | 18 | 8  | 1 | 9  | 79  | 81  | -2   |
| 7    | Nantes Doulon BF       | 22   | 18 | 6  | 4 | 8  | 58  | 72  | -14  |
| 8    | Bastia Agglo Futsal    | 21   | 18 | 7  | 0 | 11 | 57  | 64  | -7   |
| 9    | Futsal Paulista        | 15   | 18 | 4  | 3 | 11 | 64  | 81  | -17  |
| 10   | Pessac FC              | 7    | 18 | 2  | 1 | 15 | 55  | 126 | -71  |

Groupe B
| Rang | Équipe              | Pts | J  | G  | N | P  | Bp | Bc | Diff |
| ---- | ------------------- | --- | -- | -- | - | -- | -- | -- | ---- |
| 1    | GOAL Futsal Club P  | 42  | 16 | 14 | 0 | 2  | 85 | 32 | +53  |
| 2    | AC Ajaccio 31       | 42  | 16 | 14 | 0 | 2  | 80 | 38 | +42  |
| 3    | Elsass Pfastatt     | 22  | 16 | 6  | 4 | 6  | 73 | 63 | +10  |
| 4    | Sengol 77 P         | 22  | 16 | 7  | 1 | 8  | 64 | 60 | +4   |
| 5    | Plaisance All-Stars | 17  | 16 | 5  | 2 | 9  | 40 | 62 | -22  |
| 6    | Montpellier MF P    | 16  | 16 | 4  | 4 | 8  | 44 | 50 | -6   |
| 7    | Neuhof Futsal       | 16  | 16 | 4  | 4 | 8  | 54 | 72 | -18  |
| 8    | Garges Djibson      | 16  | 16 | 4  | 4 | 8  | 51 | 82 | -31  |
| 9    | AS Martel Caluire   | 12  | 16 | 3  | 3 | 10 | 56 | 88 | -32  |

Promotions et relégations
- Accession en Division 1 2023-2024
- Relégation en Régional 1 2023-2024

Abréviations
- R : Relégué de Division 1 2021-2022

- P : Promu de Régional 1 2021-2022

## Bilan de la saison
Dans le groupe A, Hérouville domine la poule, est toujours invaincu mi-mars 2023 où il peut déjà officiellement être promu en D1. En bas de classement, le FC Pessac semble alors déjà condamné à un retour dans les championnats régionaux. Déjà pressenti, le Futsal Paulista l'accompagne.
Dans la poule B, l’AC Ajaccio et le GOAL FC se dispute la promotion en D1,. Second à trois points fin mars, GOAL doit sa première place finale à une meilleure différence de buts particulière (défaite à l’aller 3-2 en Corse puis victoire 6-4 au retour),. Mais à la suite de l'arrêt du Mouvaux Lille MF et son retrait de Division 1, l'ACA est promu en tant que meilleur deuxième,. L’AS Martel Caluire ne parvient à quitter la dernière place synonyme de relégation,.
| Championnat de France de football 2022-2023 |                               |
| Champion                                    | Hérouville Futsal (1er titre) |
| Promotions et relégations                   |                               |
| Promus en Division 1 Futsal                 | Hérouville Futsal             |
| Promus en Division 1 Futsal                 | GOAL Futsal Club              |
| Promus en Division 1 Futsal                 | AC Ajaccio                    |
| Relégués en Régional 1 Futsal               | AS Martel Caluire             |
| Relégués en Régional 1 Futsal               | Pessac FC                     |

## Barrages d'accession en D2
| Clubs accédant aux barrages | Clubs accédant aux barrages                                |
| Ligues régionales           | Clubs                                                      |
| --------------------------- | ---------------------------------------------------------- |
| Auvergne-Rhône-Alpes        | ALF Futsal                                                 |
| Bourgogne-Franche-Comté     | Montbéliard Futsal                                         |
| Bretagne                    | TA Rennes                                                  |
| Centre-Val de Loire         | Orléans Futsal                                             |
| Corse                       | USJ Furiani                                                |
| Grand-Est                   | RC Strasbourg Alsace                                       |
| Hauts-de-France (x2)        | Helesmes Futsal et Pont Deule Futsal                       |
| Méditerranée                | Nice Futsal Club                                           |
| Normandie                   | AS Madrillet Château-Blanc                                 |
| Nouvelle-Aquitaine          | Aulnay Futsal AJ                                           |
| Occitanie                   | Stade beaucairois 30                                       |
| Paris Île-de-France (x2)    | Diamant Futsal et Artistes Futsal                          |
| Pays de la Loire (x2)       | Association nantaise futsal et Voltigeurs de Châteaubriant |

Les barrages d'accession sont composés d'un nombre prédéterminé d'équipes les mieux classées des Ligues régionales qui s'affrontent sur deux tours de barrage à élimination directe pour déterminer les équipes promues en D2 2023-2024. Pour cette phase d’accession interrégionale D2 Futsal, les Ligues de Paris Île-de-France, Hauts de France et Pays de la Loire ont une équipe supplémentaire, soit deux représentants en barrage d’accession. Les clubs sont réparties en deux groupes régionaux, aussi pris en compte pour le second tour.
| 1er tour (Samedi 3 juin) | 2d tour (samedi 17 juin)                                                           |
| --- | ---------------------------------------------------------------------------------- |
| - Match 1 : AS Madrillet Château-Blanc 3–5 Helesmes Futsal - Match 2 : Orléans Futsal 1-1 tab 4-3 Pont Deule Futsal - Match 3 : Voltigeurs Châteaubriant 2–3 TA Rennes - Match 4 : AJ Aulnay Futsal 2–4 A. nantaise Futsal | - TA Rennes 5–1 Helesmes Futsal - Orléans Futsal 5–4 Association nantaise Futsal   |
| - Match 5 : Diamant Futsal 4–2 Nice Futsal - Match 6 : Stade beaucairois 30 6–4 ALF Futsal - Match 7 : RC Strasbourg Alsace 6–5 Montbéliard BFC - Match 8 : UJS Furiani 4-4 tab 4-2 Artistes Futsal                        | - Diamant Futsal 2–1ap Stade beaucairois 30 - USJ Furiani 3–5 RC Strasbourg Alsace |